# تاکاجی موری
تاکاجی موری (به انگلیسی: Takaji Mori) بازیکن فوتبال اهل ژاپن و عضو تیم ملی فوتبال ژاپن است که در تاریخ ۱۶ دسامبر ۱۹۶۶ میلادی اولین بازی ملی‌اش را انجام داد. او در ۵۶ بازی ملی حضور داشت و آخرین بازی ملی خود را در تاریخ ۳۱ مارس ۱۹۷۶ میلادی انجام داد. تاکاجی موری در بازی‌های ملی‌اش
۲ گل به ثمر رساند.